# El problema del costo social
El problema del costo social (1960) de Ronald Coase es un artículo que enfatiza en derechos económicos de las externalidades. Se basa en una serie de casos legales Ingleses y los estatutos para ilustrar la creencia de Coase que las normas jurídicas sólo se justifican por referencia a un análisis costo-beneficio, y que las molestias que a menudo son consideradas como la falta de un partido son los conflictos más simétricos entre los intereses de las dos partes. 
Si no hubiera cosas tales como los costos de hacer una transacción, las reglas legales serían irrelevantes para la maximización de la producción. 
Debido a que en el mundo real hay costos de la negociación y la recopilación de información, las normas jurídicas se justifican en la medida de su capacidad de asignar derechos de los más eficientes derecho al portador. 
Este artículo, junto con el titulado La naturaleza de la empresa, llevaron a Coase a obtener el Premio Nobel de Ciencias Económicas en 1991.

## Resumen
Coase argumentó que si viviéramos en un mundo sin costos de transacción, la gente negociaría unos con otros para producir una distribución más eficiente de los recursos, independientemente de la asignación inicial. 
Esto es superior a la asignación a través de litigios. Coase utiliza el ejemplo de un caso de molestias llamado Sturgevs v Bridgman, donde un confitero y un médico eran vecinos que recurren a la corte para ver conocer quien de los dos tendría que cambiar de residencia.
Coase, afirma que independientemente de que el juez dictaminé que el confitero debe dejar de generar ruido, o que el médico tenga que aguantar al confitero; las partes podrían llegar a un pacto de beneficio mutuo que llega al mismo resultado de distribución de los recursos.
Sin embargo, muchos maximizadores del bienestar son, generalmente re-asignaciones percibidos por los costos de transacción involucrados en la negociación. 
Por ejemplo, el confitero puede tener muchos vecinos que claman una «molestia» - algunos legítimamente y otros no, y algunos de los vecinos que se ven molestados y han reclamado pueden elegir soportar las molestias por una compensación excesiva. En estos casos, los costos de transacción privados pueden dar lugar a una distribución más eficiente de los recursos.
En casos como estos, con costos de transacción potencialmente altos, la ley debe producir un resultado similar a lo que se produciría si los costos de transacción fueron eliminados. Por lo tanto, los tribunales deben guiarse por la solución más eficiente.
La última tesis establece que la ley y la regulación no son tan importantes o efectivas en ayudar a las personas como los abogados y los planificadores del gobierno consideran. Coase y otros académicos desean un cambio de enfoque, para poner la carga de la prueba de los efectos positivos de un gobierno que estaba interviniendo en el mercado, mediante el análisis de los costos de la acción.

## Retos teóricos
Guido Calabresi, en su libro El Costo de los accidentes (1970) sostiene que aún es eficaz mantener las empresas responsables que producen mayor riqueza.
En el mundo real donde la gente no puede negociar sin costo, puede haber problemas de acción colectiva los cuales generen molestias, por ejemplo, las emisiones de humo de una fábrica a las granjas vecinas, por lo que se reúnen para negociar de manera eficaz pueden tanto generar mayor presión contra un solo elemento, como poder caer en un problema de coordinación.
Si es eficaz para los agricultores a pagar a la fábrica para disminuir las emisiones, algunos de los agricultores pueden esperar pagar su parte justa, con la esperanza de conseguir otro tipo de beneficios personales. La fábrica puede estar en una mejor posición para saber qué medidas tomar para reducir el daño, y puede ser el más barato que evita, lo que ilustra el argumento de Coase.

## Los casos y los estatutos
Coase utiliza tres ejemplos principales en su artículo para tratar de ilustrar sus puntos. El primero es un pastor de ganado de ficción y un agricultor, pero el segundo es el caso de Sturges v Bridgman y el tercero refiere a la Ley de Ferrocarriles de 1905. Otros casos también son referidos.